# Jacob Westerbaen

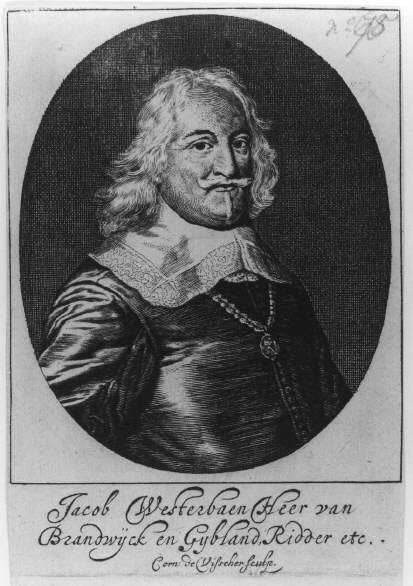
Jacob Westerbaen

Jacob Westerbaen, född 7 september 1599 i Haag, död 31 mars 1670 på sitt gods Ockenburg vid Loosduinen, var en nederländsk skald. 
Westerbaen studerade teologi i Leiden, men avstod som anhängare av det arminianska partiet från den prästerliga banan. Han slog sig efter medicinska studier i Caen ned som läkare i sin födelsestad och ägnade sig sedan han genom sitt giftermål med änkan efter Reinier van Groeneveld, Johan van Oldenbarnevelts son, blivit en rik och ansedd man, åt lantliv och lärda studier. 
Westerbaen räknas som en av de mest typiske representanterna för Constantijn Huygens diktarskola. Han utgav en av samtiden högt gouterad samling Minnedichten (1624), av vilka en, "Verhuysinge van Cupido", röjer inverkan av Daniel Heinsius och Jacob Cats, en annan, "'t Nood-saeekelick Mal", i ton och form efterbildar Huygens "Costelijck-Mal" och "Voorhout", skrev versifierade översättningar av Ovidius "Heroïdes" och "Ars amatoria", Vergilius "Aeneiden", Seneca den yngres "Troades" och Terentius komedier samt av nyklassiska dikter av Erasmus av Rotterdam och Casparus Barlaeus, polemiska dikter, såsom Kracht des geloofs, ett försök till vederläggning av Joost van den Vondels katolicism i "Altaer-geheimenissen" (1645) och Krancken-troost voor Israël in Holland (1663, genom titeln erinrande om Vondels "Geuzevesper of Ziecken-troost" och såsom denna riktad mot "de predikanten" och dådet mot Oldenbarnevelt); såsom hans bästa verk anses det vidlyftiga poemet Arctoa Tempe Ockenburgh (1654), efter förebild av Huygens "Hofwijck". Westerbaens samlade verk utgavs 1672.